# 巨人柱
巨人柱（學名：Carnegiea gigantea）是仙人掌科巨人柱属（Carnegiea）中唯一一种，也是世界最高的仙人掌品種之一，高度可超過12公尺。原產於墨西哥的索諾拉州、美國亞利桑那州的索諾拉沙漠以及加利福尼亞州的惠普爾山脈和帝國郡。巨人柱的花為亞利桑那州的州花。其学名是为了纪念美国企业家暨慈善家安德鲁·卡內基而起。1994年，巨人柱國家公園於亞利桑那州土桑設立，致力於保育巨人柱以及其棲地。
巨人柱的壽命很長，通常可超過150年，它們會在約75-100歲時長出分支，但也有部分不長分支。這些分支的用意在於增加繁殖效率，越多的生長點代表著能有越多的花與果實。
巨人柱有能力吸收大量的雨水，並且在吸收後可以看到植株有明顯的膨脹，這項特徵讓巨人柱可以渡過長期的乾旱。

## 外形
巨人柱是高大、柱状的肉质植物，其根非常浅，只在高龄时会有少数分支。主茎约12至15公尺（最高可达20公尺）高，30至70公分粗。分支在数公尺的高度产生，它们也向竖直的方向生长。茎有12至24个棱，上面棕色的刺座之间的距离约为2至2.5公分。每个刺座上有12根以上一至二公分长的、放射分布的小刺和三至六根至七公分长的长刺。刺呈灰色。越向高处刺越细越短。
花开在茎顶附近的刺座上，长8至12公分，直径达12公分。花瓣呈白色或奶油色。授粉后形成的果实长六至九公分。表面有软毛，在刺座上有时有一至三根细刺。成熟后果实内外均呈红色，在尖端裂开，里面的许多黑色种子（可达4000枚），长约两毫米。

## 分布

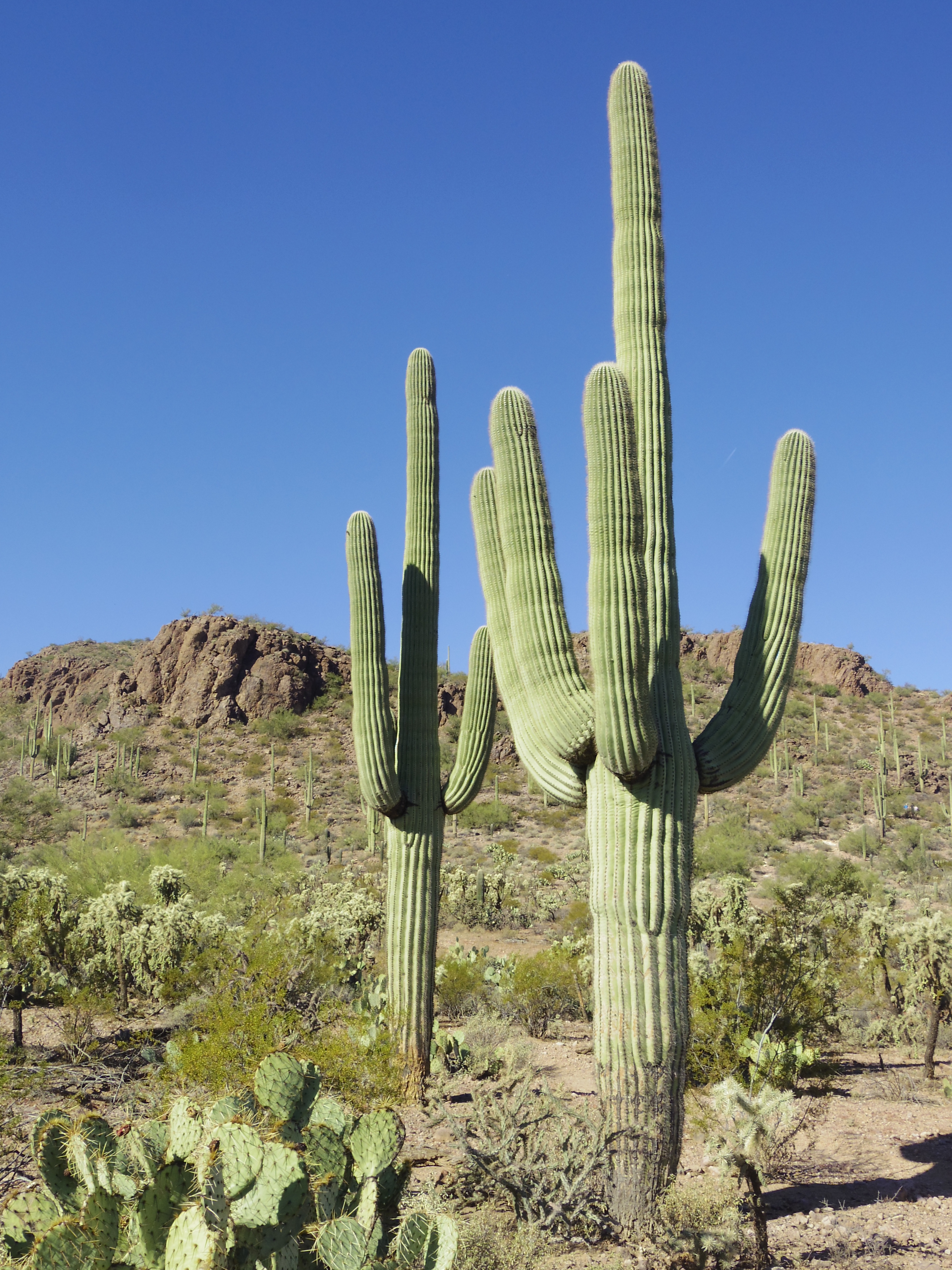
巨人柱國家公園的巨人柱

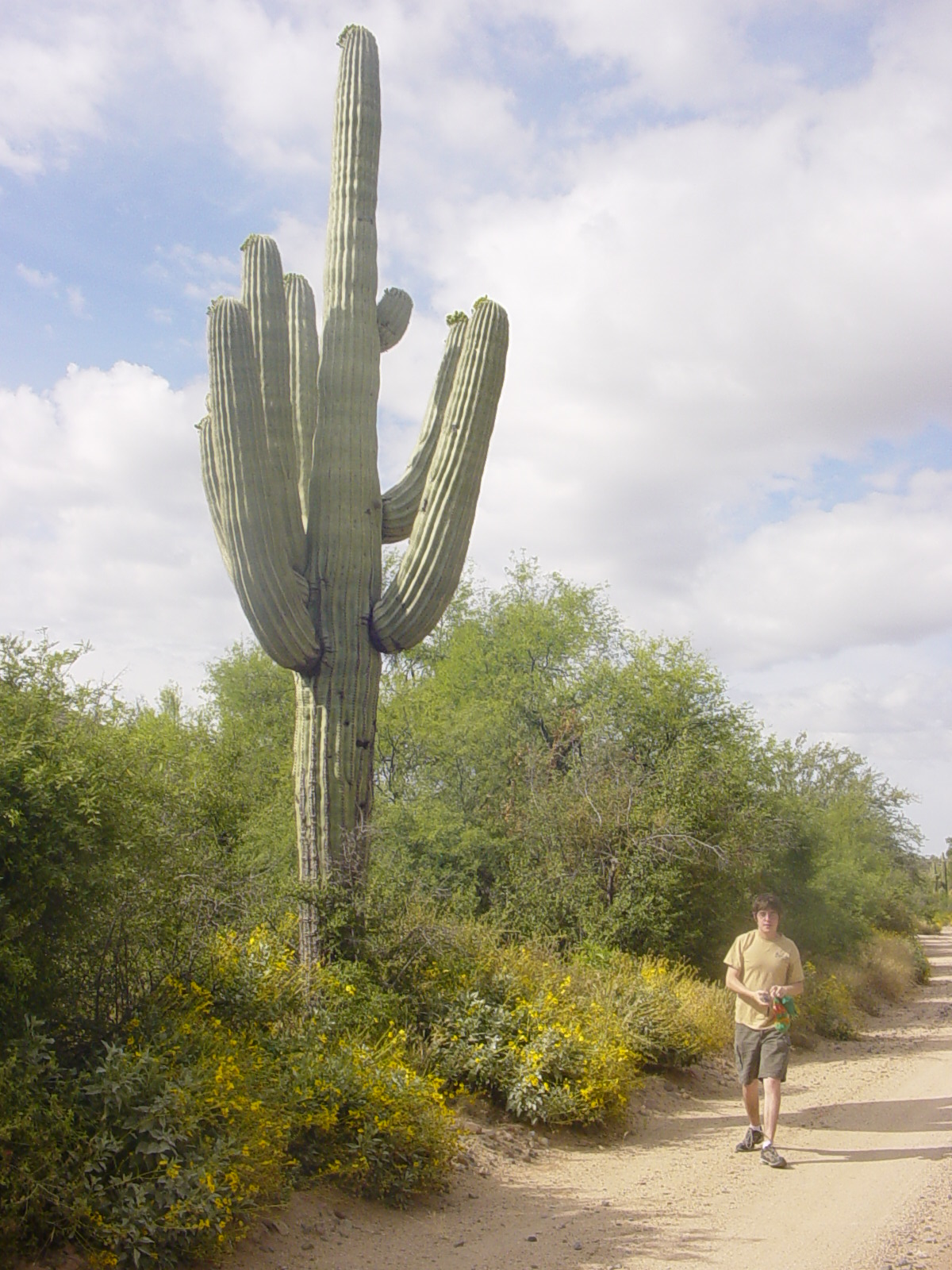
巨人柱與人的大小對比

巨人柱生活在美国加利福尼亚州和亞利桑那州内以及墨西哥下加利福尼亞半島索諾拉州索諾拉沙漠的边缘，它们生长在海拔180至1200米的范围内。在图森附近的亚利桑那高地上分布甚广。由于当地旅游业的发达巨人柱國家公園的巨人柱最为著名。

## 生态
在它的家乡巨人柱的开花期是五月至六月，这是当地雨季前不久。花在日落后约两小时后开放，开到第二天中午。传播花粉的动物包括昆虫以及长鼻蝙蝠（Leptonycteris curasoae）和鸟类如白翅哀鸽（Zenaida asiatica）、紫喉蜂鸟（Calypte costae）、黑颏北蜂鸟（Archilochus alexandri）、阔嘴蜂鸟（Cynanthus latirostris）、巾冠拟黄鹂（Icterus cucullatus）、斯氏拟黄鹂（Icterus parisorum）、吉拉啄木鸟（Melanerpes uropygialis）、黃撲翅鴷（Colaptes chrysoides）、黄头金雀（Auriparus flaviceps）和美洲家朱雀（Carpodacus mexicanus）。
啄木鸟在巨人柱的高处挖洞以育雛。猛禽如隼會在狩獵時在巨人柱上瞭望，也會在顶部筑巢。
巨人柱无法生活在過於干燥或溫度過低的地方（比如索諾拉沙漠的高处）。火灾和雷击常对巨人柱造成威胁。巨人柱的根系分布虽广但不深，
这样它们可以利用极小的降水，其缺点是稍微大的风就能将它们吹倒。
巨人柱平均可存活85年，有些甚至可以超过200年。新生的巨人柱生長速度緩慢，最初10年僅生長約4公分（养殖的約10公分），這可能導致它被林鼠、加拿大盘羊、加利福尼亚兔等動物吃掉。巨人柱在达到2至8公尺高时生长速度最快（约每年10至15公分），此后其生长速度再次減緩。

## 参考资料

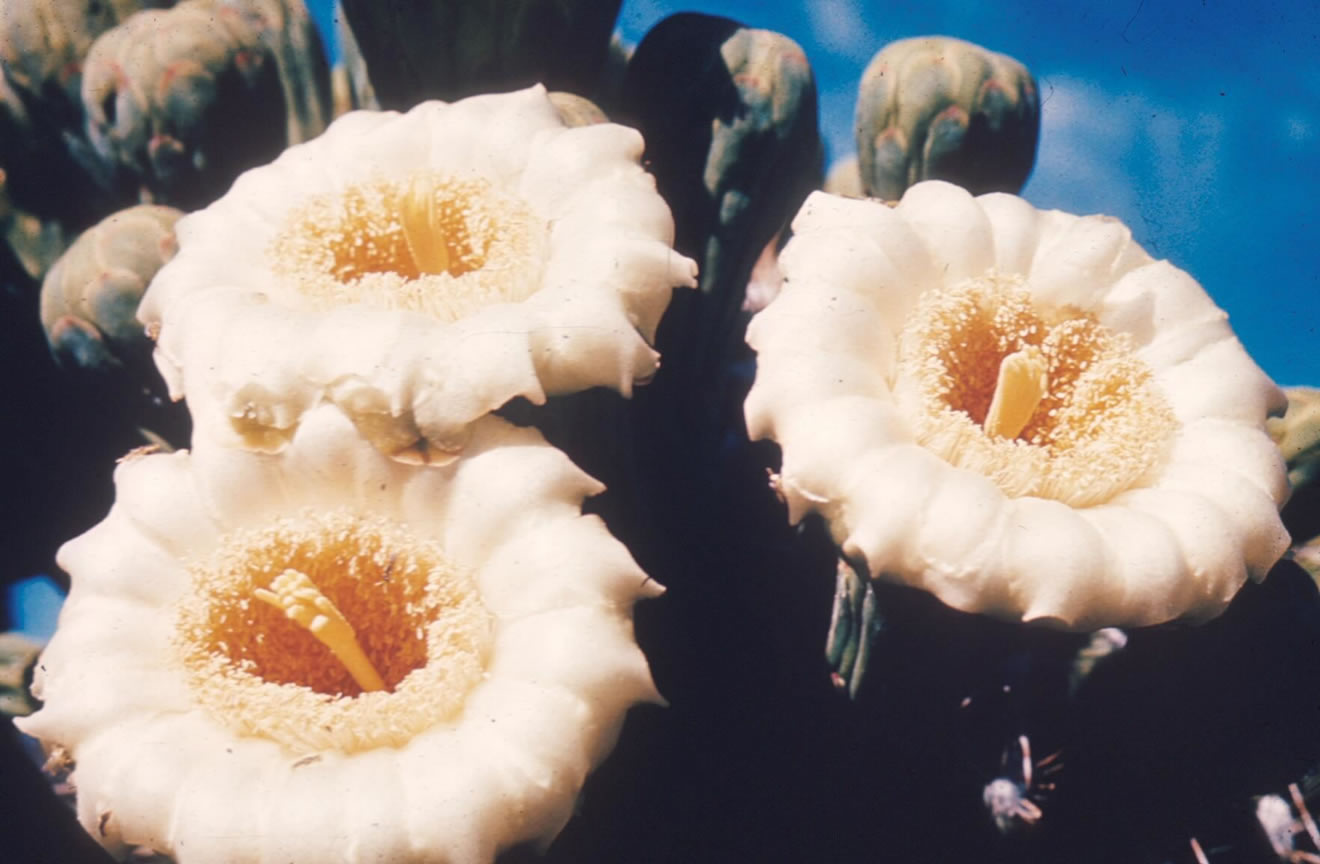
花

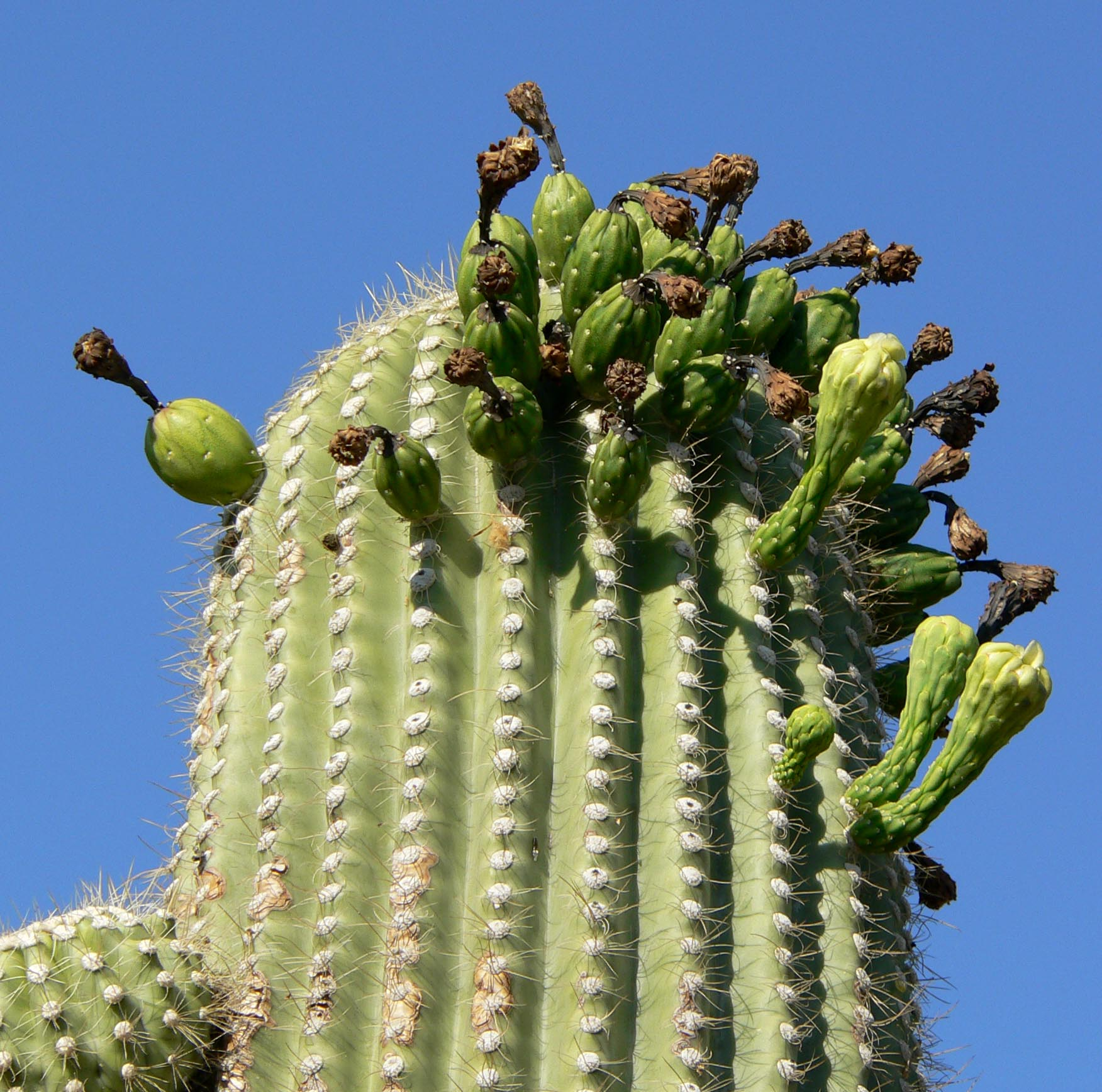
不成熟的果实

## 养殖
养殖巨人柱与养殖其它仙人掌的方法一样。冬天最好在约10°C的温度下完全不浇水。在商店里只能买到生长极缓慢的小型巨人柱。大型巨人柱受濒危野生动植物物种国际贸易公约的附录二保护，買賣受到管制，因此只能在一些植物园中观赏。

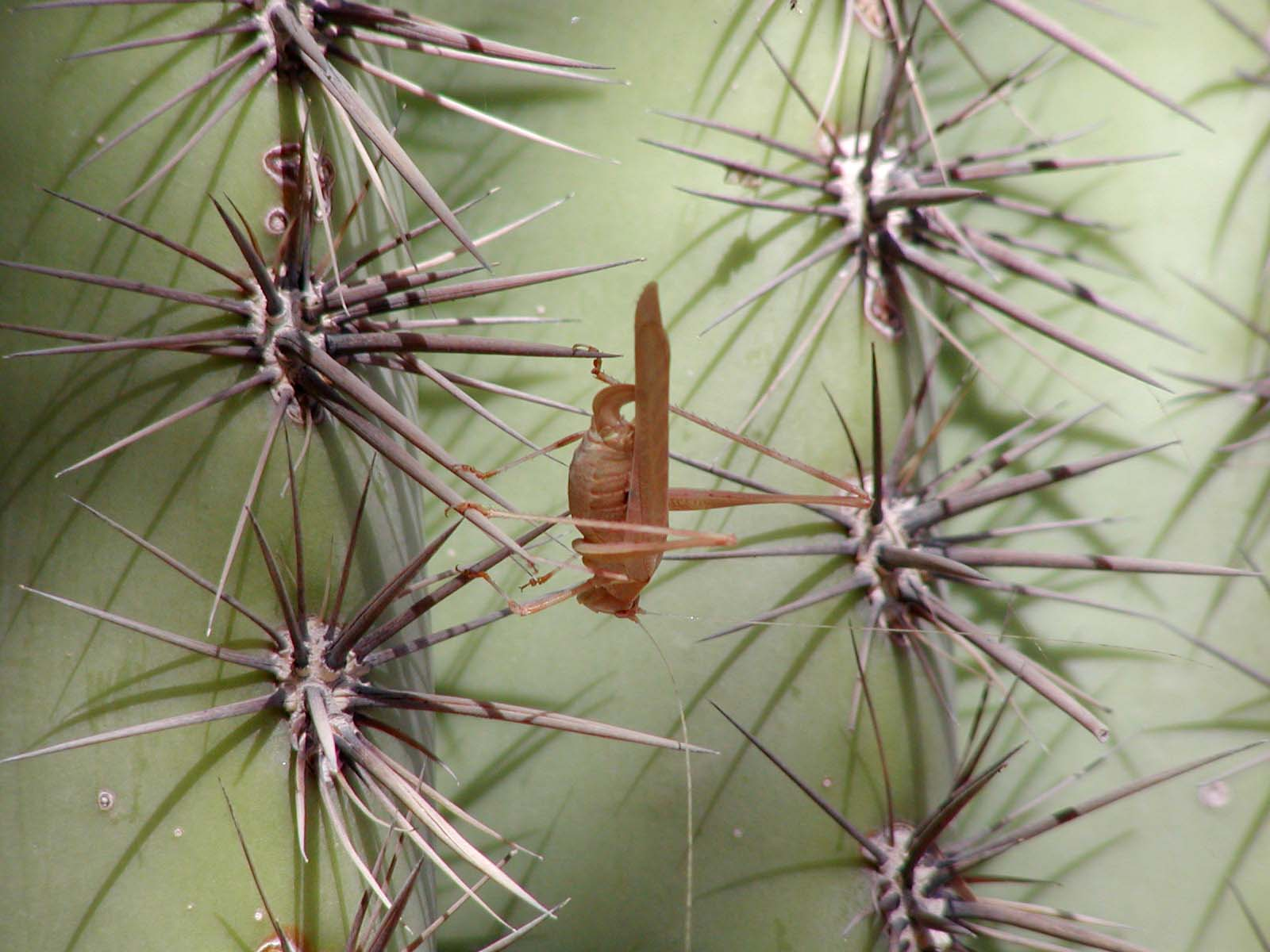
刺